# Fläckig spökuggla
Fläckig spökuggla (Ninox punctulata) är en fågel i familjen ugglor inom ordningen ugglefåglar.

## Utseende och läte
Fläckig spökuggla är en karakteristisk medelstor uggla med rundat huvud. Den har vita ögonbrynsstreck, mörka ögon, vit buk och fläckad grå ovansida och hjässa. Lätet är otypiskt för spökugglor, en ljus och ihållande serie med enkla toner, likt ljudet av en liten skällande hund. Serien ökar ofta i volym och hastighet, och kan avslutas i en explosiv ramsa med upprörda gälla skrin.

## Utbredning och systematik
Fågeln förekommer på öarna Sulawesi, Kabaena, Muna och Butung. Den behandlas som monotypisk, det vill säga att den inte delas in i några underarter.

## Levnadssätt
Fläckig spökuggla hittas i skog och skogsbryn i låglänta områden och förberg. Den ses ofta i par.

## Status och hot
Arten har ett stort utbredningsområde, men tros minska i antal, dock inte tillräckligt kraftigt för att den ska betraktas som hotad. Internationella naturvårdsunionen IUCN listar arten som livskraftig (LC).